# Ananasové textilní vlákno

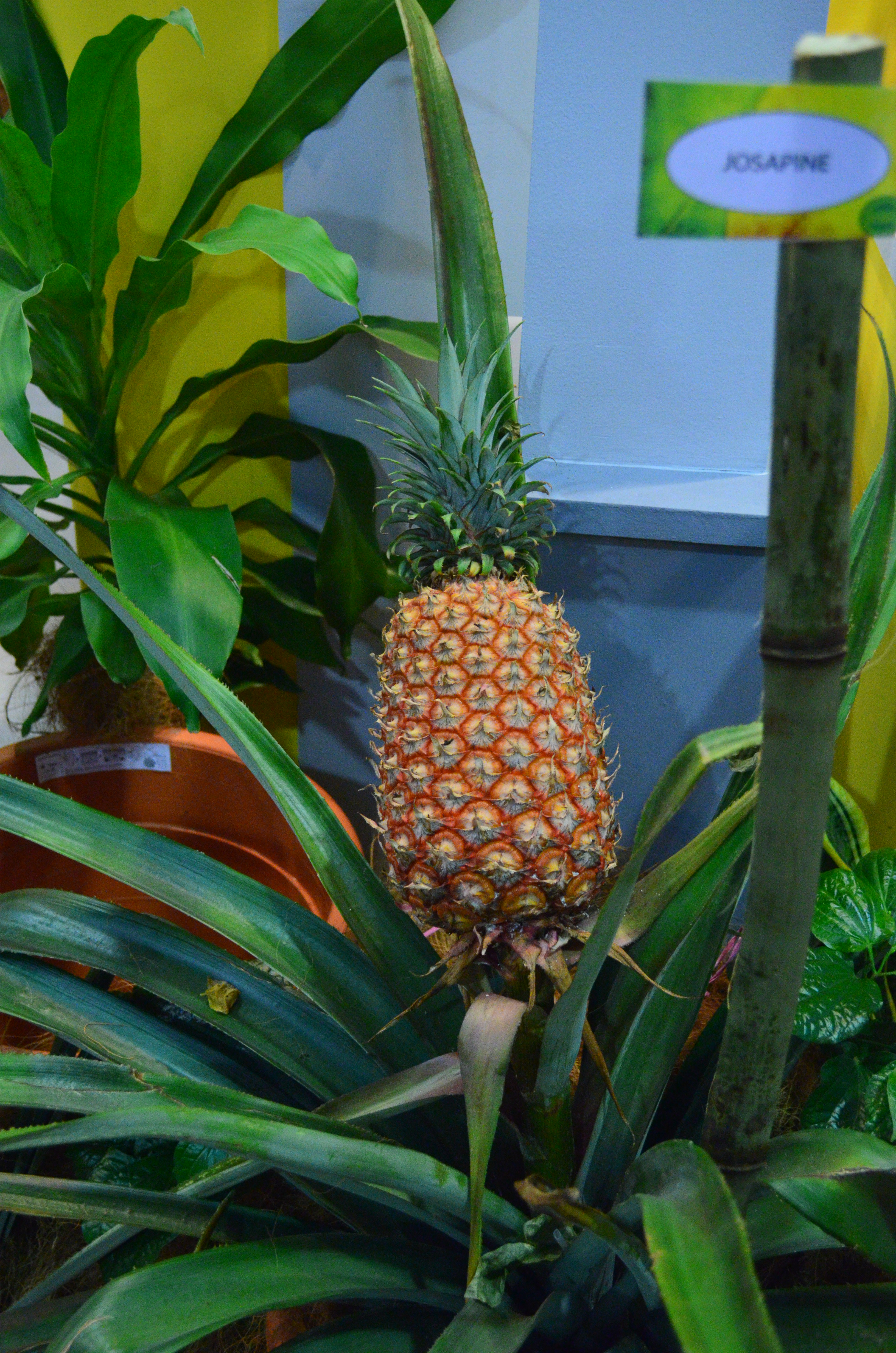
Ananas Josapine – druh vhodný k získání textilních vláken

Ananasové textilní vlákno je vlákno získané z listů ananasu.

## Podíl textilních vláken na sklizni a použití ananasu
Na začátku 3. dekády 21. století byla zaznamenána celosvětová roční sklizeň ananasu 28 milionů tun, k největším pěstitelům patřily Filipíny, Costa Rica a Brazílie.
Textilní vlákna se dají získat z listů ananasu (až 3 % z váhy čerstvých listů), listy se však běžně po sklizni plodů odhazují do odpadu. Např. v roce 2017 se odhadovalo potenciální množství ananasových vláken na 1,3 miliony tun.
Na Filipínách se vyráběly textilie s použitím ananasových vláken už od 17. století (výšivky z ananasových přízí na tkaninách z organzy nebo ze směsi abaky s ananasem), konkurence výrobků z bavlny byla však tak silná, že ve druhé polovině 20. století přežíval jen nepatrný počet výrobců tradičních ručně tkaných výrobků z ananasové příze. V 21. století je známá z různých zemí řada státně podporovaných výzkumných projektů s cílem zlepšení technických a ekonomických podmínek k použití ananasu jako textilní suroviny. Rozsah praktického využití výzkumu byl však až do začátku 3. dekády minimální. 
Jeden renomovaný koncern se sídlem v Singapuru oznámil, že v 1. čtvrtletí 2022 začne s průmyslovou produkcí příze z ananasových vláken. Údaje o místě a rozsahu výroby nebyly publikovány, o realizaci projektu nebylo do 2. čtvrtletí 2022 nic známo.
Asi od roku 2013 se vyrábí umělá koženka piñatex, netkaná textilie s obsahem cca 50-70 % elementárních ananasových vláken („chmýří“). Údaje o rozsahu výroby nejsou publikovány.

## Způsoby získání textilních vláken

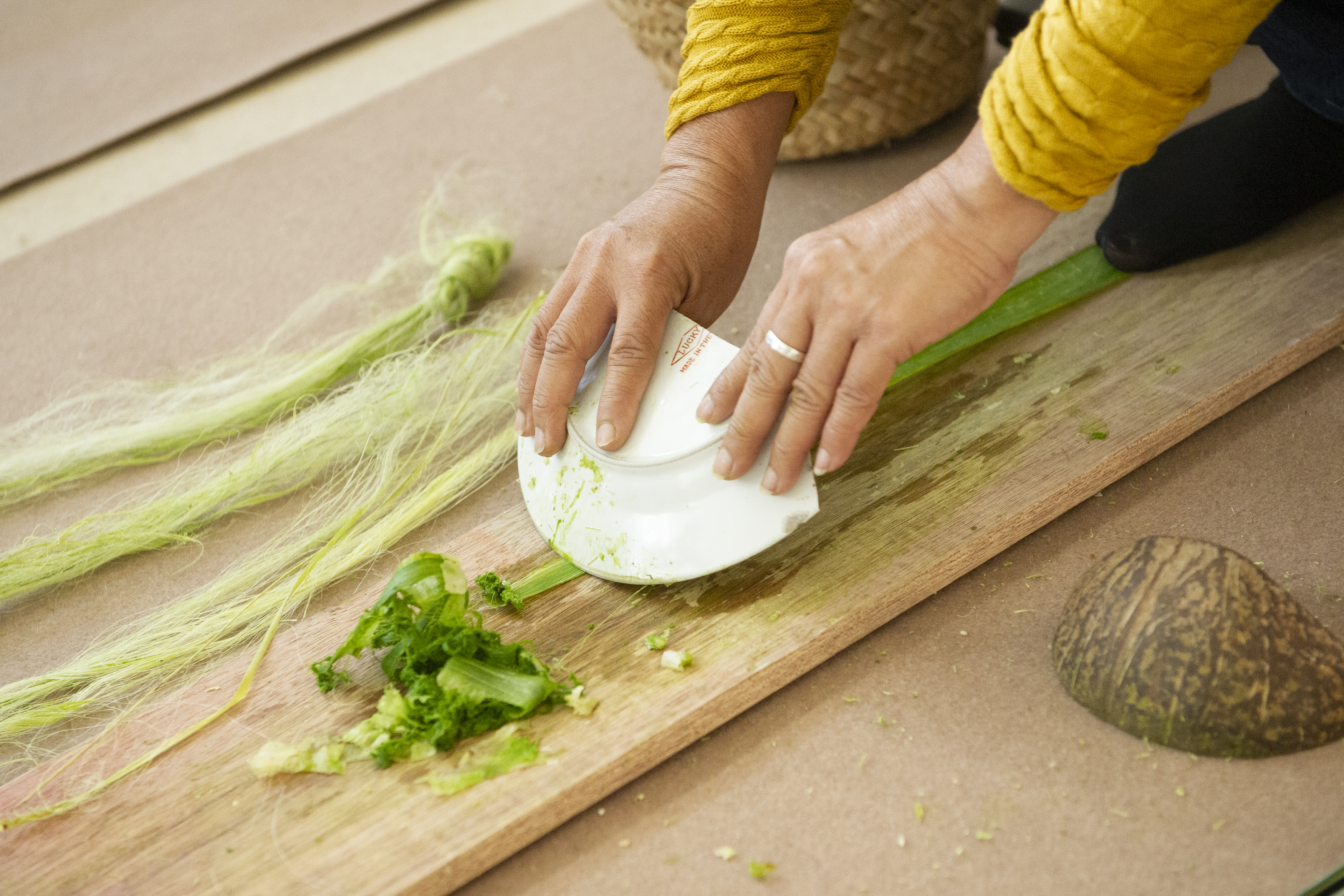
Ukázka ručního škrabání kůry z ananasových listů (Filipíny 2019)

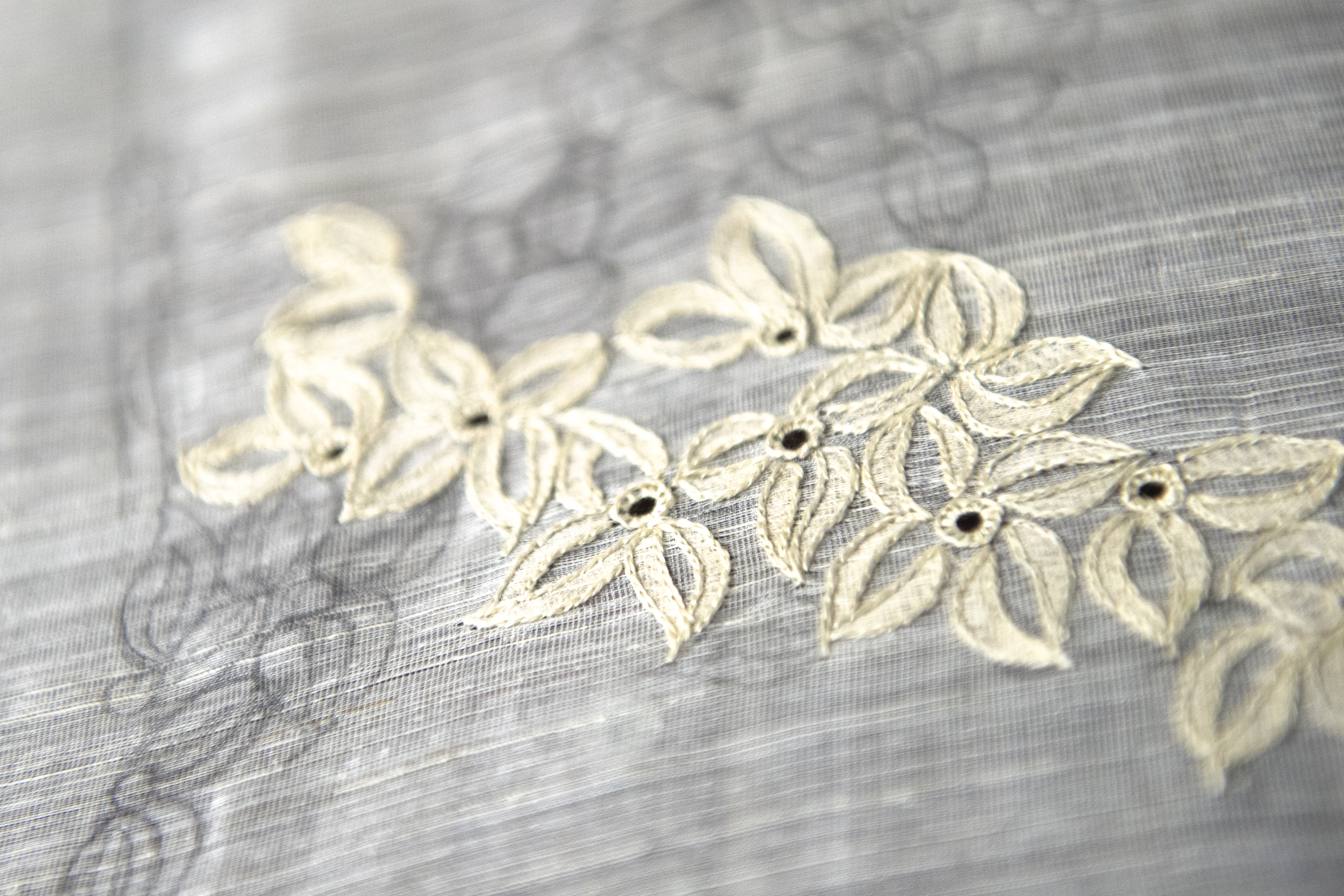
Výšivka z ananasové příze na hedvábném plátně (Výstava na Filipínách 2019)

- Spřadatelná vlákna se získávají v principu ve třech operacích: mechanické oddělování pásů vláken od dřeviny – máčení - sušení

Tradiční metodou ručním seškrabováním pásů vláken se dosahuje výkonu cca 4 kg pásů za hodinu. (Podle jiných informací se udává výkon 1 kg za 8 hodin)
Při pokusech s mechanickým škrabáním se používají různé konstrukce dekortikátoru. Dekortikátor odstraňuje z ananasového listu vrstvu vosku a škrabe do něj rýhy, do kterých vnikají při máčení mikroby rozkládající pektiny a lignin.  Např. na prototypu dekortikátoru (asi z roku 2015) se produkovalo (při využití stroje pod 50 %) více než 20 kg/h.
Pásy syrových vláken se potom rozvolňují
- máčením – 7 dní ve vodních nádržích s přídavkem 0,5 % močoviny nebo fosfátu nebo
- chemickou extrakcí - praním např. v roztoku hydroxidu sodného.
Jestliže se klíh zcela odstraní, materiál se rozpadá na (nespřadatelná) elementární vlákna použitelná jen na zpevnění vláknových kompozit. 
- Vlákna do kompozitů se sekají po dekortikaci na délku cca 2-4 mm, možné je také sekání pásů surových vláken bez dekortikace.

Použití: hybridní vláknové kompozity (25-50%)

## Vlastnosti vláken
Ananasová vlákna obsahují: 55-68-% celulózy, 15-20 % hemicelulózy, 8-12% ligninu, 4-7 % tuků a vosku, 2-4 % pektinu. Vlákna mají hladší povrch než jiná rostlinná vlákna, s leskem podobným hedvábí, jsou většinou bílá, snadno barvitelná.
Spřadatelné vlákno je svazek elementárních vlákének slepených pektinem (v případě úplného odstranění pektinu odklížením se svazek rozpadne na jednotlivá velmi krátká elementární vlákna).
| Druh vlákna             | Délka mm | Tloušťka µm | Tažnost % | Pevnost cN/tex |
| ----------------------- | -------- | ----------- | --------- | -------------- |
| spřadatelný ananas      | 10-90    | 46-68       | 2,4-3,4   | 30-40          |
| elementární ananas. vl. | 3-8      | 7-18        | —         | —              |
| bavlna                  | 15-56    | 12-35       | 6-10      | 15-55          |
| sisal                   | 60-100   | 17-50       | 3-7       | 22             |

## Výroba příze
Příze ze 100 % ananasu se dá vyrábět upravenou jutařskou technologií: Vlákna se napouštějí 20 % emulzního oleje s následujícími 2 pasážemi mykacích strojů, 3 pasážemi protahovacích strojů a dopřádáním na křídlovém stroji (např. příze 120 tex).
Směsi s bavlnou (do 50 % ananasu): Na 4. pasáži protahovaček se přidávají bavlněné prameny, dopřádání na modifikovaném prstenovém stroji